# Jiří Havlíček (politik KDU-ČSL a TOP 09)
Jiří Havlíček (* 17. prosince 1956 Hlinsko) je český politik, v letech 1999 až 2002 poslanec Poslanecké sněmovny PČR za KDU-ČSL, v letech 2006–2014 starosta Krucemburku (za KDU-ČSL, později TOP 09).

## Biografie
Je ženatý, má čtyři děti. Pochází z města Hlinsko, žije v Krucemburku. Po sametové revoluci zde zakládal Občanské fórum. V roce 1991 ho na kandidátku chtěla Občanská demokratická strana, ale on dal přednost KDU-ČSL. V roce 1996 se uvádí profesně jako podnikatel. K roku 1999 působil jako místopředseda okresního vedení KDU-ČSL Havlíčkův Brod. Předtím byl předsedou této okresní organizace. V roce 1996 se podílel na tom, že za senátní obvod č. 44 - Chrudim mohl nastoupil coby kandidát KDU-ČSL Petr Pithart.
Ve volbách v roce 1998 kandidoval do poslanecké sněmovny za KDU-ČSL (volební obvod Východočeský kraj). Nebyl zvolen, ale do parlamentu usedl dodatečně jako náhradník v listopadu 1999 poté, co zemřel Josef Lux. Ve sněmovně setrval do voleb v roce 2002. Byl členem sněmovního výboru pro obranu a bezpečnost a v letech 2000–2002 i výboru hospodářského.
Někteří členové KDU-ČSL kritizovali jeho nástup do sněmovny s tím, že se na vysokou pozici kandidátky lidové strany dostal neférovým způsobem, když použil stranickou databázi adres a před primárkami rozeslal tisíce dopisů na svou podporu svým kolegům. Měl tak předběhnout v pořadí na kandidátní listině jiné kandidáty. Havlíček se navíc v roce 1999 označoval za poradce Petra Pitharta, přičemž ale Pithart oznámil, že Havlíček pro něj již nepracuje.
V komunálních volbách roku 1994 a komunálních volbách roku 2002 neúspěšně za KDU-ČSL kandidoval do zastupitelstva obce Krucemburk. Do zastupitelstva byl zvolen v komunálních volbách roku 2006 a komunálních volbách roku 2010. V roce 2006 kandidoval ještě za KDU-ČSL, v roce 2010 jako nestraník za TOP 09. Profesně se k roku 2006 uvádí jako vedoucí odboru, k roku 2010 coby starosta Krucemburku.
Do vyšší politiky se pokoušel vrátit, když kandidoval v krajských volbách v roce 2008 jako člen KDU-ČSL do Zastupitelstva Kraje Vysočina, ale neuspěl. Nedostal se do něj ani v krajských volbách v roce 2012, kdy kandidoval již jako člen TOP 09.
Ve volbách do Senátu PČR v roce 2014 kandidoval za TOP 09 a STAN v obvodu č. 51 – Žďár nad Sázavou. Se ziskem 3,16 % hlasů skončil na 8. místě a nepostoupil tak ani do druhého kola.